# Rio Natsuki
Rio Natsuki (夏樹 リオ, Natsuki Rio) (née le 5 mars 1969  à Tokyo, au Japon) est une seiyū japonaise.

## Filmographie partielle

### Anime
- Angelic Layer (Tsubasa McEnzie)
- Battle Athletes Victory (Akari Kanzaki)
- Bubblegum Crisis Tokyo 2040 (Linna Yamazaki)
- Carnival Phantasm (Sion Eltnam Atlasia)
- Digimon Adventure 02 (Miyako Inoue)
- Domain of Murder (Hitomi Sagawa)
- El-Hazard (Nanami Jinnai)
- Full Metal Panic! (Eri Kagurazaka)
- GetBackers (Hevn)
- Macross 7 (Miho Miho)
- Pokémon (Asuna)
- Rockman EXE Axess (Silk)
- Shugo Chara! (Yukari Sanjou)
- Skip Beat! (Shouko Aki)
- Super Robot Wars Original Generation: The Animation (Rio Mei Long)
- Super Robot Wars Original Generation: Divine Wars (Rio Mei Long)
- Tenchi Muyo! Ryo-Ohki (Rea Masaki)
- The Snow Queen (Kai)
- To Heart 2 (Ruko Kireinasora/Lucy Maria Misora)
- Turn A Gundam (Merrybell Gadget)

### Jeux vidéo
- Dirge of Cerberus: Final Fantasy VII (Lucrécia Crescent)
- Final Fantasy X (Lulu, Bahamut's Fayth)
- Final Fantasy X-2 (Lulu)
- Kingdom Hearts II (Fuu)
- Gran Turismo 5 (Japanese version) (Car introduction narrator)
- Melty Blood (Sion Eltnam Atlasia, Sion TATARI & Dust of Osiris, announcer of Actress Again)
- Shenmue II (Joy)
- Summon Night Twin Age: Seireitachi no Koe (Lila)
- Super Robot Wars series (Rio Mei Long)
- To Heart 2 (Ruko Kireinasora/Lucy Maria Misora)
- Zone of the Enders
- Anubis: Zone of the Enders (Elena Weinberg)

### Doublage
- Fairly OddParents - Wanda
- The Tudors - Catherine Howard

## Source de la traduction
- (en) Cet article est partiellement ou en totalité issu de l’article de Wikipédia en anglais intitulé « Rio Natsuki » (voir la liste des auteurs).